# Atletismo nos Jogos Pan-Americanos de 1951 - 3000 m com obstáculos masculino
Os 3000 metros com obstáculos foram um dos eventos do atletismo nos Jogos Pan-Americanos de 1951, em Buenos Aires. A prova foi disputada no Estádio Monumental de Núñez entre os dias 27 de fevereiro e 8 de março.

## Medalhistas
| Ouro   | USA Curtis Stone  |
| Prata  | USA Browning Ross |
| Bronze | ARG Pedro Caffa   |

### Final
| Pos.              | Atleta          | País               | Tempo     |
| ----------------- | --------------- | ------------------ | --------- |
| Medalha de ouro   | Curtis Stone    | USA Estados Unidos | 1.53.2 m  |
| Medalha de prata  | Browning Ross   | USA Estados Unidos | 9.32.0 m  |
| Medalha de bronze | Pedro Caffa     | ARG Argentina      | 9.44.6 m  |
| 4                 | Esteban Fekete  | ARG Argentina      | 9.51.3 m  |
| 5                 | Guillermo Solá  | CHI Chile          | 10.10.3 m |
| 6                 | Efraín Recinos  | GUA Guatemala      | 10.38.7 m |
| 7                 | Guillermo Rojas | GUA Guatemala      | N/A       |